# Новорусаново
Новорусаново — село в Жердевском районе Тамбовской области России. 
Административный центр Новорусановского сельсовета.

## География
Расположено у реки Савалы, в нескольких километрах к югу от райцентра, города Жердевка, и в 105 км по прямой к югу от центра города Тамбова.
В 3 км к югу находится село Поляна Терновского района соседней Воронежской области.

## Население
| 2002 | 2010 |
| ---- | ---- |
| 513  | ↘501 |

Согласно результатам переписи 2002 года, в национальной структуре населения русские составляли 95 % от жителей.